# PenAir
Peninsula Airways (más conocida como PenAir), es una aerolínea estadounidense con sede en Anchorage , Alaska. Es la segunda aerolínea de pasajeros más grande de Alaska después de Alaska Airlines. Su base principal es el Aeropuerto internacional Ted Stevens de Anchorage, con otros centros situados en el Aeropuerto internacional de Portland en Oregon y el Aeropuerto internacional Logan de Boston.
En 2013 PenAir recibió $ 6,363,008 en concepto de subsidios federales anuales por los servicios aéreos esenciales prestados en los aeropuertos rurales en Plattsburgh, Nueva York y Grand Island, Maine.

## Flota

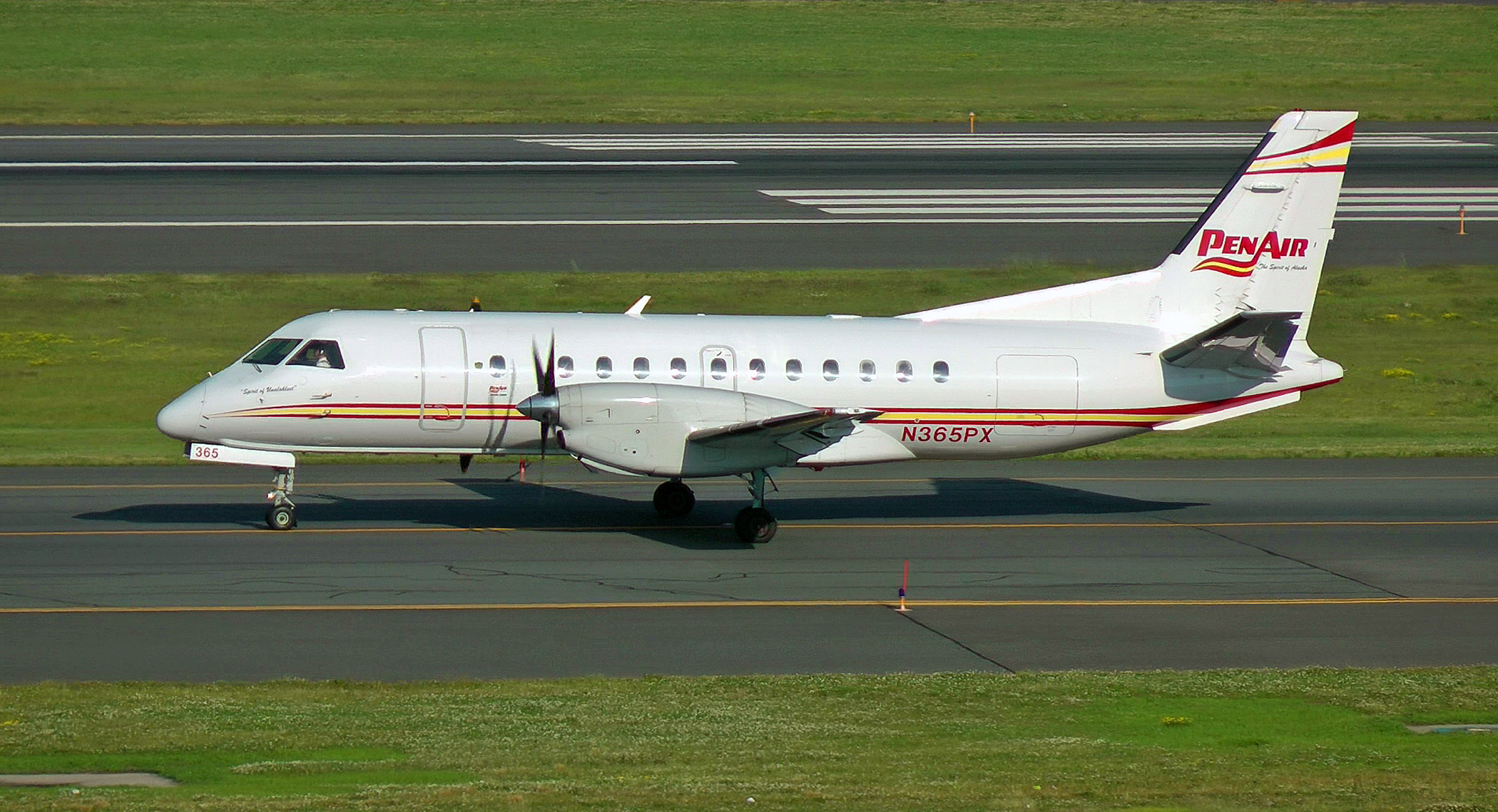
Saab 340B de PenAir.

La flota de la aerolínea posee a julio de 2021 una edad media de 27.8 años.